# Mystacella chrysoprocta
Mystacella chrysoprocta är en tvåvingeart som först beskrevs av Christian Rudolph Wilhelm Wiedemann 1830.  Mystacella chrysoprocta ingår i släktet Mystacella och familjen parasitflugor. Inga underarter finns listade i Catalogue of Life.